# پر گسله
پِر گِسله (به سوئدی: Per Håkan Gessle) (زاده ۱۲ ژانویه ۱۹۵۹ میلادی در هالمستاد) خواننده و ترانه‌نویس پاپ، گیتاریست و نوازنده هارمونیکا سوئدی است. وی خواننده اصلی گروه سوئدی ژیلنه تیدر و پایه‌گذار گروه راکست به همراه ماری فیریدریکسون می‌باشد. او آهنگساز اصلی هر دو گروه راکست و ژیلنه تیدر می‌باشد.

با وجود بیماری فیریدریکسون در سال ۲۰۰۲، او به ضبط ترانه‌هایش ادامه داد و به یک خواننده معروف محلی در سوئد تبدیل شد.

## فعالیت موسیقی

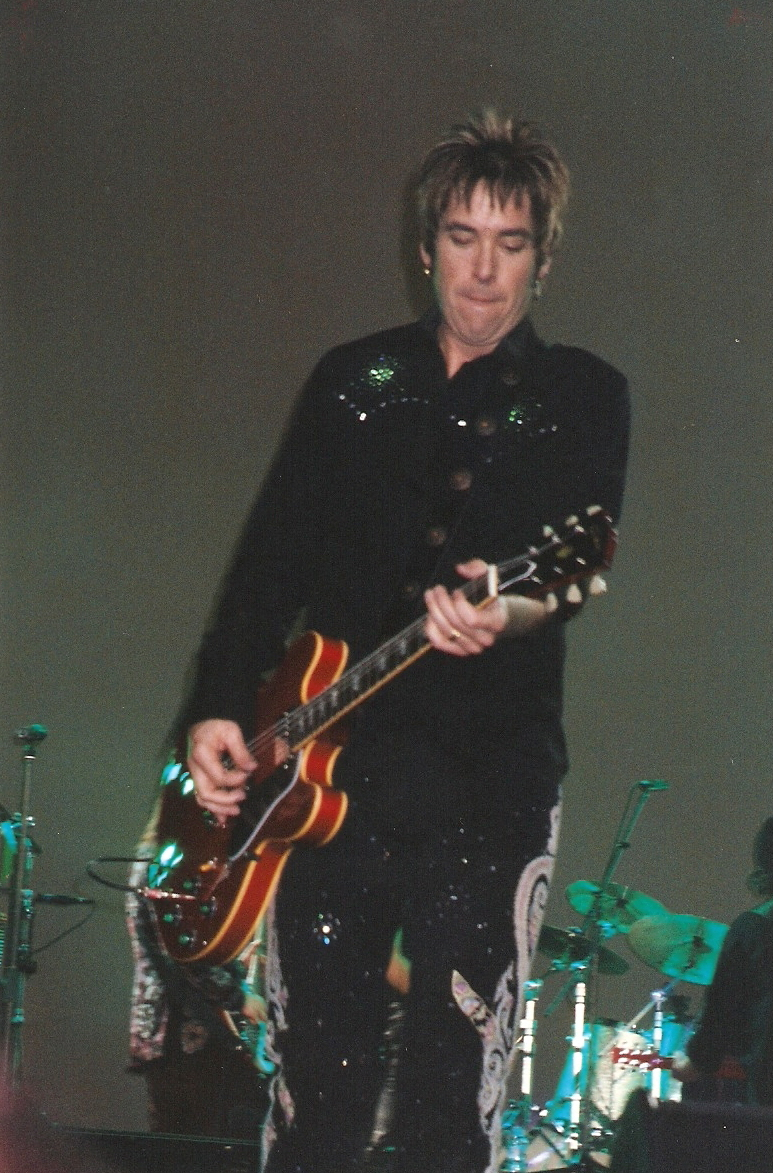
کنسرت Roxette در Palau Sant Jordi، 24 اکتبر 2001

### روزهای نخست فعالیت
پر گسله یعنی از اعضای تأسیس‌کننده گروه ژیلنه تیدر در سال ۱۹۷۶ میلادی است. آن‌ها به سرعت به یکی از محبوب‌ترین گروه‌های سوئد تبدیل شدند، اما بعد از چهارمین آلبوم خودشان به نام رستوران هارتلند که در سال ۱۹۸۴ منتشر شد و در مقایسه با آلبوم‌های قبلیشان فروش خوبی نداشت، گروه منحل شد. گسله مینوسید: «ما تصمیم گرفتیم تا ژیلنه تیدر را در یک استراحت برای تجدید قوا قرار بدیم… تا زمان خبر بعدی.»
گسله در سال ۱۹۸۲ اول آلبوم تکی خودش به نام پر گسله را منتشر کرده بود و بعد از انحلال گروه ژیلنه تیدر، به سرعت دومین آلبوم تکی او به نام چشم‌انداز در سال ۱۹۸۵ پدیدار شد.

### راکست
گسله و ماری فردریکسون قبل از اینکه در سال ۱۹۸۶ گروه راکست را تشکیل دهند برای چند سال با یکدیگر دوست بودند. پس از اولین ترانه موفق خودشان به نام عشق بیکران که توسط گسله نوشته شده بود، آن‌ها به سرعت با استفاده از اصولی که برای سومین آلبوم تکی گسله آماده شده بود، شروع به ضبط ترانه مروارید احساسات کردند.
راکست به موفق ثبت چهار ترانه شماره یک، و دو ترانه شماره دو در ایالات متحده که از آلبوم‌های گوش به زنگ باش! و جوی‌راید بود شد که توانست موفق به کسب مقام پلاتین در چند کشور مختلف شود. پس از موفقیت‌های اوایل دهه ۹۰ راکست، پر یک نمونه نمایشی برای آلبوم تلفیقی‌شان در سال ۱۹۹۲ منتشر کرد. پس از انتشار ترانه شکستن! بوم! بنگ! و در پی آن یک تور جهانی، راکست در یک وقفه فعالیتی قرار گرفت.

### جهان تحت تسلط گسله
در سال ۱۹۹۶، پس از باز پیوست و به دنبال آن تور ژیلنه تیدر، پر گسله اولین آلبوم انگلیسی زبان خود را با گروه برین‌پول و ژیلنه تیدر به عنوان موسیقی‌دانان پشتیبان ضبط کرد. کریستوفر لاندکوییست از گروه برین‌پول نیز همکار گسله در انتشارات بعدی بود.
جهان تحت تسلط گسله، در سال ۱۹۹۷ با انتشار سه تک‌آهنگ «می‌خوای دلبر من بشی؟»، «کیکس» و «می‌خواهمت تا بدانم» ارائه شد. ویدیوهای تمام این سه ترانه توسط جوناس اکرلوند کارگردانی شد. جهان تحت تسلط گسله در سال ۲۰۰۸، با پیشنمایش و اجزایی به عنوان جایزه پخش شد.

## زندگی شخصی
گسله با دوست دختر قدیمی خود، اُسا نوردین، در سال ۱۹۹۳ در قلعه بریهلم سوئد ازدواج کرد. مراسم عروسی در همان قلعه‌ای برگزار شد که برای ویدیوی تک‌آهنگ‌های موفق و رتبه یک آن‌ها به نام به قلبت گوش کن و خطرناک تنظیم شده بود. آن‌ها هم‌اکنون صاحب فرزندی پسر به نام گابریل تایدس هستند.